# 기게스의 반지
기게스의 반지(Ring of Gyges)는 고대 그리스의 철학자 플라톤의 저서 《국가》 2권(2.359a–2.360d)에 나오는 가공의 마법 반지이다. 이 반지는 소유자의 마음대로 자신의 모습을 보이지 않게 할 수 있는 신비한 힘이 있다. 플라톤은 《국가》에서 기게스의 반지 이야기를 통해 일반인이 만약 그 자신의 행동에 대한 결과를 책임질 필요가 없다면 어떻게 행동할 것인가에 대해 토론하고 있다.

## 반지의 전설
전설에 따르면 기게스는 리디아의 왕 칸다울레스를 섬기는 목동이었다. 기게스가 양을 치고 있던 어느날 갑자기 커다란 지진이 일어났다. 지진이 일어난 자리에는 땅이 갈라져 동굴이 생겼고, 기게스는 호기심이 생겨 갈라진 동굴 속으로 들어가게 된다. 동굴 안에서 기게스는 거인의 시체가 놓여 있는 것을 발견하였다. 시체에는 금반지가 손가락에 끼워져 있었다. 기게스는 거인의 손가락에서 반지를 빼들고 밖으로 나왔다. 그러다 양치기 기게스는 우연히 자신이 끼고 있는 반지의 흠집 난 곳을 안으로 돌리면 자신은 투명인간이 되고 밖으로 돌리면 자신의 모습이 다시 나타난다는 사실을 알게 된다. 이제 '보이지 않는 힘'을 갖게 된 기게스는 나쁜 마음을 먹게 되었다. 가축의 상태를 왕에게 보고하는 전령으로서 궁전에 들어간 기게스는 자신의 새로운 힘인 마법 반지를 이용하여 투명하게 된 후, 왕비를 간통하고, 칸다울레스왕을 암살하여 왕위를 찬탈하고 스스로 리디아의 왕이 되었다.

## 영향
J. R. R. 톨킨의 반지의 제왕에는, 특히 골룸의 행동을 통하여, 기게스의 반지를 닮은 투명하게 될 수 있지만 소유자의 마음을 침식하는 절대 반지가 등장한다.

## 같이 보기
- 익명성
- 투명 망토
- 할로우맨 - 투명 인간이 된 주인공은 점점 범죄에 빠져 들게 된다.